# Lipovec (okres Martin)
Lipovec (Hongaars: Lamosfalva) is een Slowaakse gemeente in de regio Žilina, en maakt deel uit van het district Martin.
Lipovec telt 912 inwoners.